# Anquetierville
Anquetierville és un municipi francès situat al departament del Sena Marítim i a la regió de Normandia. L'any 2007 tenia 362 habitants.

## Demografia

### Població
El 2007 la població de fet d'Anquetierville era de 362 persones. Hi havia 124 famílies de les quals 8 eren unipersonals (4 homes vivint sols i 4 dones vivint soles), 40 parelles sense fills, 60 parelles amb fills i 16 famílies monoparentals amb fills.
La població ha evolucionat segons el següent gràfic:
Habitants censats

### Habitatges
El 2007 hi havia 131 habitatges, 127 eren l'habitatge principal de la família, 2 eren segones residències i 2 estaven desocupats. Tots els 131 habitatges eren cases. Dels 127 habitatges principals, 114 estaven ocupats pels seus propietaris, 12 estaven llogats i ocupats pels llogaters i 1 estava cedit a títol gratuït; 2 tenien dues cambres, 10 en tenien tres, 22 en tenien quatre i 93 en tenien cinc o més. 100 habitatges disposaven pel capbaix d'una plaça de pàrquing. A 49 habitatges hi havia un automòbil i a 75 n'hi havia dos o més.

### Piràmide de població
La piràmide de població per edats i sexe el 2009 era:
| Homes | Edats   | Dones |
| ----- | ------- | ----- |
| 0     | 95 o +  | 0     |
| 0     | 90 a 94 | 0     |
| 0     | 85 a 89 | 0     |
| 4     | 80 a 84 | 0     |
| 0     | 75 a 79 | 8     |
| 4     | 70 a 74 | 0     |
| 12    | 65 a 69 | 4     |
| 0     | 60 a 64 | 4     |
| 4     | 55 a 59 | 0     |
| 8     | 50 a 54 | 12    |
| 24    | 45 a 49 | 16    |
| 12    | 40 a 44 | 12    |
| 12    | 35 a 39 | 20    |
| 32    | 30 a 34 | 16    |
| 16    | 25 a 29 | 16    |
| 8     | 20 a 24 | 8     |
| 24    | 15 a 19 | 4     |
| 20    | 10 a 14 | 20    |
| 8     | 5 a 9   | 12    |
| 16    | 0 a 4   | 20    |

## Economia
El 2007 la població en edat de treballar era de 241 persones, 184 eren actives i 57 eren inactives. De les 184 persones actives 171 estaven ocupades (99 homes i 72 dones) i 13 estaven aturades (7 homes i 6 dones). De les 57 persones inactives 22 estaven jubilades, 10 estaven estudiant i 25 estaven classificades com a «altres inactius».

### Ingressos
El 2009 a Anquetierville hi havia 128 unitats fiscals que integraven 358 persones, la mediana anual d'ingressos fiscals per persona era de 20.825,5 €.

### Activitats econòmiques
Dels 6 establiments que hi havia el 2007, 1 era d'una empresa de fabricació d'altres productes industrials, 1 d'una empresa de construcció, 2 d'empreses de comerç i reparació d'automòbils, 1 d'una empresa de serveis i 1 d'una empresa classificada com a «altres activitats de serveis».
L'únic servei als particulars que hi havia el 2009 era un electricista.
L'any 2000 a Anquetierville hi havia 13 explotacions agrícoles que ocupaven un total de 616 hectàrees.

## Equipaments sanitaris i escolars
El 2009 hi havia una escola elemental integrada dins d'un grup escolar amb les comunes properes formant una escola dispersa.

## Poblacions més properes
El següent diagrama mostra les poblacions més properes.